# Bahnstrecke Portet-Saint-Simon–Puigcerdà
| Tunnelmund bei L’Hospitalet-près-l’Andorre |                           |                                                                                            |                                                                                       |
| Portet-Saint-Simon–Puigcerdà |                           |                                                                                            |                                                                                       |
| Streckennummer (SNCF): | 672 000                   |                                                                                            |                                                                                       |
| Streckenlänge: | 155,153 km                |                                                                                            |                                                                                       |
| Spurweite: | 1435 mm (Normalspur)      |                                                                                            |                                                                                       |
| Stromsystem: | 1,5 kV =                  |                                                                                            |                                                                                       |
| Maximale Neigung: | ab Ax-les Thermes: 40,0 ‰ |                                                                                            |                                                                                       |
| |                           |                                                                                            |                                                                                       |
| \| \| 0,000 \| Bahnstrecke Toulouse–Bayonne von Toulouse \| Bahnstrecke Toulouse–Bayonne von Toulouse \| \| \| 11,712 \| Portet-Saint-Simon \| 153 m \| \| \| 12,164 \| Bahnstrecke Toulouse–Bayonne nach Bayonne \| Bahnstrecke Toulouse–Bayonne nach Bayonne \| \| \| ~12,900 \| D 120 (ehem. N 125) \| D 120 (ehem. N 125) \| \| \| 13,521 \| Pinsaguel \| 156 m \| \| \| 13,623 \| Garonne (Viaduc de Pinsaguel; 160 m) \| Garonne (Viaduc de Pinsaguel; 160 m) \| \| \| 17,420 \| Pins-Justaret \| 158 m \| \| \| 20,088 \| Lèze (35 m) \| Lèze (35 m) \| \| \| 22,966 \| Venerque – Vernet \| 168 m \| \| \| 33,366 \| Auterive \| 190 m \| \| \| 39,843 \| Cintegabelle \| 204 m \| \| \| 48,376 \| Saverdun \| 232 m \| \| \| ~48,400 \| D 927 (ehem. N 20) \| D 927 (ehem. N 20) \| \| \| 48,997 \| Ariège (78 m) \| Ariège (78 m) \| \| \| 56,024 \| Vernet-d’Ariège \| 260 m \| \| \| ~56,100 \| D 624 (ehem. N 624) \| D 624 (ehem. N 624) \| \| \| \| Bahnstrecke Pamiers-Limoux nach Limoux \| \| \| \| 64,220 \| Pamiers \| 298 m \| \| \| ~65,600 \| D 119 (ehem. N 119) \| D 119 (ehem. N 119) \| \| \| 68,243 \| Verniolle \| 321 m \| \| \| 73,492 \| Varilhes \| 339 m \| \| \| ~73,900 \| D 624 (ehem. N 20) \| D 624 (ehem. N 20) \| \| \| 76,080 \| Ariège (Pont de Garrigou; 49 m) \| Ariège (Pont de Garrigou; 49 m) \| \| \| 77,334 \| Saint-Jean-de-Verges \| 356 m \| \| \| 81,140 \| Ariège (Pont de Berdoulet; 40 m) \| Ariège (Pont de Berdoulet; 40 m) \| \| \| \| Bahnstrecke Foix–Saint-Girons nach Saint-Girons \| \| \| \| 82,183 \| Foix \| 380 m \| \| \| ~82,600 \| D 117 (ehem. N 117) \| D 117 (ehem. N 117) \| \| \| 86,19x \| Sios (38 m) \| Sios (38 m) \| \| \| ~88,400 \| D 117 (ehem. N 20) \| D 117 (ehem. N 20) \| \| \| 88,791 \| Saint-Paul-Saint-Antoine \| 461 m \| \| \| ~88,900 \| D 117 (ehem. N 117) \| D 117 (ehem. N 117) \| \| \| 89,192 \| Tunnel de St-Paul-St-Antoine (136 m) \| Tunnel de St-Paul-St-Antoine (136 m) \| \| \| 93,795 \| Mercus-Garrabet \| 479 m \| \| \| \| D 618 (ehem. N 20, 2 ×) \| \| \| \| 96,694 \| Ariège (84 m) \| Ariège (84 m) \| \| \| 97,982 \| Tarascon-sur-Ariège \| 472 m \| \| \| \| örtliche Meterspur-Straßenbahn nach Auzat \| \| \| \| 99,161 \| Ariège und Vicdessos (54 m) \| Ariège und Vicdessos (54 m) \| \| \| 101,412 \| Ussat-les-Bains \| 485 m \| \| \| 104,690 \| Tunnel de Bouan (31 m) \| Tunnel de Bouan (31 m) \| \| \| ~105,000 \| N 20 \| N 20 \| \| \| ~107,800 \| D 522 (ehem. N 20) \| D 522 (ehem. N 20) \| \| \| 107,873 \| Aston (38 m) \| Aston (38 m) \| \| \| 108,520 \| Les Cabannes \| 535 m \| \| \| 109,272 \| Ariège (53 m) \| Ariège (53 m) \| \| \| 109,607 \| Tunnel de La Campagne (41 m) \| Tunnel de La Campagne (41 m) \| \| \| 111,750 \| Vèbre \| 564 m \| \| \| 112,197 \| Galerie de Vèbre (82 m) \| Galerie de Vèbre (82 m) \| \| \| 114,998 \| Luzenac-Garanou \| 587 m \| \| \| 116,833 \| Ariège (Pont de l’Osde; 31 m) \| Ariège (Pont de l’Osde; 31 m) \| \| \| 116,987 \| Ariège (Pont de Rémoulines; 31 m) \| Ariège (Pont de Rémoulines; 31 m) \| \| \| 117,225 \| Tunnel de La Pège (94 m) \| Tunnel de La Pège (94 m) \| \| \| 119,263 \| Tunnel de La Coume (37 m) \| Tunnel de La Coume (37 m) \| \| \| 119,351 \| Ariège (Pont du Castelet; 60 m) \| Ariège (Pont du Castelet; 60 m) \| \| \| 120,150 \| Le Castelet \| 664 m \| \| \| 122,323 \| Tunnel d’Eychenac (52 m) \| Tunnel d’Eychenac (52 m) \| \| \| 123,329 \| Ax-les-Thermes \| 702 m \| \| \| 123,562 \| Tunnel d’Ax-Gare (70 m) \| Tunnel d’Ax-Gare (70 m) \| \| \| 123,732 \| Tunnel de Couloubret (629 m) \| Tunnel de Couloubret (629 m) \| \| \| 124,532 \| Lauze (Viaduc de la Lauze; 109 m) \| Lauze (Viaduc de la Lauze; 109 m) \| \| \| 124,798 \| Viaduc de Saint-Udaut (48 m) \| Viaduc de Saint-Udaut (48 m) \| \| \| 125,282 \| Tunnel de l’Oriège (391 m) \| Tunnel de l’Oriège (391 m) \| \| \| 125,669 \| Oriège (Viaduc de l’Oriège; 56 m) \| Oriège (Viaduc de l’Oriège; 56 m) \| \| \| 126,001 \| Tunnel de Loubail (75 m) \| Tunnel de Loubail (75 m) \| \| \| 128,645 \| Viaduc de Rial (49 m) \| Viaduc de Rial (49 m) \| \| \| 128,825 \| Tunnel de Runac-Berduquet (968 m) \| Tunnel de Runac-Berduquet (968 m) \| \| \| 129,150 \| Viaduc de Berduquet (29 m) \| Viaduc de Berduquet (29 m) \| \| \| 131,882 \| Tunnel de Bouchadère (77 m) \| Tunnel de Bouchadère (77 m) \| \| \| 132,345 \| Tunnel de Lareng (445 m) \| Tunnel de Lareng (445 m) \| \| \| 133,109 \| Mérens-les-Vals \| 1056 m \| \| \| 136,502 \| Ariège (Viaduc des Bordes; 54 m) \| Ariège (Viaduc des Bordes; 54 m) \| \| \| 137,793 \| Ariège (Pont des Bartous; 20 m) \| Ariège (Pont des Bartous; 20 m) \| \| \| 138,082 \| Ariège (Pont de la Goutine; 48 m) \| Ariège (Pont de la Goutine; 48 m) \| \| \| 139,610 \| Ariège (20 m) \| Ariège (20 m) \| \| \| \| \| \| \| \| 139,644 \| Tunnel de Saillens (Kehrtunnel; 1650 m) \| Tunnel de Saillens (Kehrtunnel; 1650 m) \| \| \| \| \| \| \| \| 141,611 \| Rivière des Bézines (20 m) \| Rivière des Bézines (20 m) \| \| \| 142,376 \| Tunnel de Barthe-Espresso (1226 m) \| Tunnel de Barthe-Espresso (1226 m) \| \| \| 144,023 \| Andorre - L’Hospitalet \| 1429 m \| \| \| \| \| \| \| \| 144,622 \| Tunnel du Puymorens (5414 m) mit Scheitelpunkt \| 1567 m \| \| \| \| \| \| \| \| 150,160 \| Carol (20 m) \| Carol (20 m) \| \| \| 150,266 \| Porté-Puymorens \| 1562 m \| \| \| 152,337 \| Porta \| 1503 m \| \| \| 152,750 \| Carol (Viaduc de Porta; 77 m) \| Carol (Viaduc de Porta; 77 m) \| \| \| 153,168 \| Carol (Viaduc Feuillatière; 51 m) \| Carol (Viaduc Feuillatière; 51 m) \| \| \| 155,299 \| Carol (Viaduc de Carol; 158 m) \| Carol (Viaduc de Carol; 158 m) \| \| \| 162,156 \| Carol (Viaduc Tour-de-Carol; 42 m) \| Carol (Viaduc Tour-de-Carol; 42 m) \| \| \| 163,038 \| Latour-de-Carol - Enveitg \| 1231 m \| \| \| \| \| \| \| \| \| Ligne de Cerdagne nach Villefranche- Vernet-les-Bains (Meterspur, Stromschiene 850 V) \| \| \| \| \| \| \| \| \| 164,708 50,821 \| Grenze Frankreich-Spanien \| Grenze Frankreich-Spanien \| \| \| \| Normalspurgleis an der Kreuzung unterbrochen \| \| \| \| \| \| \| \| \| 48,664 \| Puigcerdà — zur Innenstadt \| 1146 m \| \| \| \| \| \| \| \| \| \| \| \| \| \| Bahnstrecke Barcelona–Latour-de-Carol - Enveitg nach Barcelona (Iberische Spur unter 3 kV) \| \| \| \| \| \| \| |                           |                                                                                            |                                                                                       |
| | 0,000                     | Bahnstrecke Toulouse–Bayonne von Toulouse                                                  | Bahnstrecke Toulouse–Bayonne von Toulouse                                             |
| Bahnhof | 11,712                    | Portet-Saint-Simon                                                                         | 153 m                                                                                 |
| Abzweig geradeaus und nach rechts | 12,164                    | Bahnstrecke Toulouse–Bayonne nach Bayonne                                                  | Bahnstrecke Toulouse–Bayonne nach Bayonne                                             |
| Bahnübergang | ~12,900                   | D 120 (ehem. N 125)                                                                        | D 120 (ehem. N 125)                                                                   |
| ehemaliger Haltepunkt / Haltestelle | 13,521                    | Pinsaguel                                                                                  | 156 m                                                                                 |
| Brücke über Wasserlauf | 13,623                    | Garonne (Viaduc de Pinsaguel; 160 m)                                                       | Garonne (Viaduc de Pinsaguel; 160 m)                                                  |
| Bahnhof | 17,420                    | Pins-Justaret                                                                              | 158 m                                                                                 |
| Brücke über Wasserlauf | 20,088                    | Lèze (35 m)                                                                                | Lèze (35 m)                                                                           |
| Bahnhof | 22,966                    | Venerque – Vernet                                                                          | 168 m                                                                                 |
| Bahnhof | 33,366                    | Auterive                                                                                   | 190 m                                                                                 |
| Bahnhof | 39,843                    | Cintegabelle                                                                               | 204 m                                                                                 |
| Bahnhof | 48,376                    | Saverdun                                                                                   | 232 m                                                                                 |
| Bahnübergang | ~48,400                   | D 927 (ehem. N 20)                                                                         | D 927 (ehem. N 20)                                                                    |
| Brücke über Wasserlauf | 48,997                    | Ariège (78 m)                                                                              | Ariège (78 m)                                                                         |
| Bahnhof | 56,024                    | Vernet-d’Ariège                                                                            | 260 m                                                                                 |
| Bahnübergang | ~56,100                   | D 624 (ehem. N 624)                                                                        | D 624 (ehem. N 624)                                                                   |
| Abzweig geradeaus und ehemals von links |                           | Bahnstrecke Pamiers-Limoux nach Limoux                                                     | Bahnstrecke Pamiers-Limoux nach Limoux                                                |
| Bahnhof | 64,220                    | Pamiers                                                                                    | 298 m                                                                                 |
| Bahnübergang | ~65,600                   | D 119 (ehem. N 119)                                                                        | D 119 (ehem. N 119)                                                                   |
| ehemaliger Haltepunkt / Haltestelle | 68,243                    | Verniolle                                                                                  | 321 m                                                                                 |
| Bahnhof | 73,492                    | Varilhes                                                                                   | 339 m                                                                                 |
| Bahnübergang | ~73,900                   | D 624 (ehem. N 20)                                                                         | D 624 (ehem. N 20)                                                                    |
| Brücke über Wasserlauf | 76,080                    | Ariège (Pont de Garrigou; 49 m)                                                            | Ariège (Pont de Garrigou; 49 m)                                                       |
| Bahnhof | 77,334                    | Saint-Jean-de-Verges                                                                       | 356 m                                                                                 |
| Brücke über Wasserlauf | 81,140                    | Ariège (Pont de Berdoulet; 40 m)                                                           | Ariège (Pont de Berdoulet; 40 m)                                                      |
| Abzweig geradeaus und ehemals von rechts |                           | Bahnstrecke Foix–Saint-Girons nach Saint-Girons                                            | Bahnstrecke Foix–Saint-Girons nach Saint-Girons                                       |
| Bahnhof | 82,183                    | Foix                                                                                       | 380 m                                                                                 |
| Bahnübergang | ~82,600                   | D 117 (ehem. N 117)                                                                        | D 117 (ehem. N 117)                                                                   |
| Brücke über Wasserlauf | 86,19x                    | Sios (38 m)                                                                                | Sios (38 m)                                                                           |
| Brücke | ~88,400                   | D 117 (ehem. N 20)                                                                         | D 117 (ehem. N 20)                                                                    |
| ehemaliger Bahnhof | 88,791                    | Saint-Paul-Saint-Antoine                                                                   | 461 m                                                                                 |
| Bahnübergang | ~88,900                   | D 117 (ehem. N 117)                                                                        | D 117 (ehem. N 117)                                                                   |
| Tunnel | 89,192                    | Tunnel de St-Paul-St-Antoine (136 m)                                                       | Tunnel de St-Paul-St-Antoine (136 m)                                                  |
| ehemaliger Bahnhof | 93,795                    | Mercus-Garrabet                                                                            | 479 m                                                                                 |
| Bahnübergang |                           | D 618 (ehem. N 20, 2 ×)                                                                    | D 618 (ehem. N 20, 2 ×)                                                               |
| Brücke über Wasserlauf | 96,694                    | Ariège (84 m)                                                                              | Ariège (84 m)                                                                         |
| U-Bahn-Kopfbahnhof Streckenanfang · Bahnhof | 97,982                    | Tarascon-sur-Ariège                                                                        | 472 m                                                                                 |
| U-Bahn-Strecke · Strecke |                           | örtliche Meterspur-Straßenbahn nach Auzat                                                  | örtliche Meterspur-Straßenbahn nach Auzat                                             |
| Brücke über Wasserlauf | 99,161                    | Ariège und Vicdessos (54 m)                                                                | Ariège und Vicdessos (54 m)                                                           |
| ehemaliger Bahnhof | 101,412                   | Ussat-les-Bains                                                                            | 485 m                                                                                 |
| Tunnel | 104,690                   | Tunnel de Bouan (31 m)                                                                     | Tunnel de Bouan (31 m)                                                                |
| Bahnübergang | ~105,000                  | N 20                                                                                       | N 20                                                                                  |
| Strecke mit Straßenbrücke | ~107,800                  | D 522 (ehem. N 20)                                                                         | D 522 (ehem. N 20)                                                                    |
| Brücke über Wasserlauf | 107,873                   | Aston (38 m)                                                                               | Aston (38 m)                                                                          |
| Bahnhof | 108,520                   | Les Cabannes                                                                               | 535 m                                                                                 |
| Brücke über Wasserlauf | 109,272                   | Ariège (53 m)                                                                              | Ariège (53 m)                                                                         |
| Tunnel | 109,607                   | Tunnel de La Campagne (41 m)                                                               | Tunnel de La Campagne (41 m)                                                          |
| ehemaliger Haltepunkt / Haltestelle | 111,750                   | Vèbre                                                                                      | 564 m                                                                                 |
| Tunnel | 112,197                   | Galerie de Vèbre (82 m)                                                                    | Galerie de Vèbre (82 m)                                                               |
| Bahnhof | 114,998                   | Luzenac-Garanou                                                                            | 587 m                                                                                 |
| Brücke über Wasserlauf | 116,833                   | Ariège (Pont de l’Osde; 31 m)                                                              | Ariège (Pont de l’Osde; 31 m)                                                         |
| Brücke über Wasserlauf | 116,987                   | Ariège (Pont de Rémoulines; 31 m)                                                          | Ariège (Pont de Rémoulines; 31 m)                                                     |
| Tunnel | 117,225                   | Tunnel de La Pège (94 m)                                                                   | Tunnel de La Pège (94 m)                                                              |
| Tunnel | 119,263                   | Tunnel de La Coume (37 m)                                                                  | Tunnel de La Coume (37 m)                                                             |
| Brücke über Wasserlauf | 119,351                   | Ariège (Pont du Castelet; 60 m)                                                            | Ariège (Pont du Castelet; 60 m)                                                       |
| ehemaliger Haltepunkt / Haltestelle | 120,150                   | Le Castelet                                                                                | 664 m                                                                                 |
| Tunnel | 122,323                   | Tunnel d’Eychenac (52 m)                                                                   | Tunnel d’Eychenac (52 m)                                                              |
| Bahnhof | 123,329                   | Ax-les-Thermes                                                                             | 702 m                                                                                 |
| Tunnel | 123,562                   | Tunnel d’Ax-Gare (70 m)                                                                    | Tunnel d’Ax-Gare (70 m)                                                               |
| Tunnel | 123,732                   | Tunnel de Couloubret (629 m)                                                               | Tunnel de Couloubret (629 m)                                                          |
| Brücke über Wasserlauf | 124,532                   | Lauze (Viaduc de la Lauze; 109 m)                                                          | Lauze (Viaduc de la Lauze; 109 m)                                                     |
| Brücke | 124,798                   | Viaduc de Saint-Udaut (48 m)                                                               | Viaduc de Saint-Udaut (48 m)                                                          |
| Tunnel | 125,282                   | Tunnel de l’Oriège (391 m)                                                                 | Tunnel de l’Oriège (391 m)                                                            |
| Brücke über Wasserlauf | 125,669                   | Oriège (Viaduc de l’Oriège; 56 m)                                                          | Oriège (Viaduc de l’Oriège; 56 m)                                                     |
| Tunnel | 126,001                   | Tunnel de Loubail (75 m)                                                                   | Tunnel de Loubail (75 m)                                                              |
| Brücke | 128,645                   | Viaduc de Rial (49 m)                                                                      | Viaduc de Rial (49 m)                                                                 |
| Tunnel | 128,825                   | Tunnel de Runac-Berduquet (968 m)                                                          | Tunnel de Runac-Berduquet (968 m)                                                     |
| Brücke | 129,150                   | Viaduc de Berduquet (29 m)                                                                 | Viaduc de Berduquet (29 m)                                                            |
| Tunnel | 131,882                   | Tunnel de Bouchadère (77 m)                                                                | Tunnel de Bouchadère (77 m)                                                           |
| Tunnel | 132,345                   | Tunnel de Lareng (445 m)                                                                   | Tunnel de Lareng (445 m)                                                              |
| Bahnhof | 133,109                   | Mérens-les-Vals                                                                            | 1056 m                                                                                |
| Brücke über Wasserlauf | 136,502                   | Ariège (Viaduc des Bordes; 54 m)                                                           | Ariège (Viaduc des Bordes; 54 m)                                                      |
| Brücke über Wasserlauf | 137,793                   | Ariège (Pont des Bartous; 20 m)                                                            | Ariège (Pont des Bartous; 20 m)                                                       |
| Brücke über Wasserlauf | 138,082                   | Ariège (Pont de la Goutine; 48 m)                                                          | Ariège (Pont de la Goutine; 48 m)                                                     |
| Brücke über Wasserlauf | 139,610                   | Ariège (20 m)                                                                              | Ariège (20 m)                                                                         |
| Strecke nach halbrechts |                           |                                                                                            |                                                                                       |
| Strecke von halblinks · Strecke von links und Tunnelende · Strecke von rechts (im Tunnel) | 139,644                   | Tunnel de Saillens (Kehrtunnel; 1650 m)                                                    | Tunnel de Saillens (Kehrtunnel; 1650 m)                                               |
| Strecke nach halblinks und Tunnelanfang · Kreuzung mit Tunnelstrecke · Strecke nach halbrechts |                           |                                                                                            |                                                                                       |
| Brücke über Wasserlauf | 141,611                   | Rivière des Bézines (20 m)                                                                 | Rivière des Bézines (20 m)                                                            |
| Tunnel | 142,376                   | Tunnel de Barthe-Espresso (1226 m)                                                         | Tunnel de Barthe-Espresso (1226 m)                                                    |
| Bahnhof | 144,023                   | Andorre - L’Hospitalet                                                                     | 1429 m                                                                                |
| |                           |                                                                                            |                                                                                       |
| | 144,622                   | Tunnel du Puymorens (5414 m) mit Scheitelpunkt                                             | 1567 m                                                                                |
| |                           |                                                                                            |                                                                                       |
| Brücke über Wasserlauf | 150,160                   | Carol (20 m)                                                                               | Carol (20 m)                                                                          |
| Bahnhof | 150,266                   | Porté-Puymorens                                                                            | 1562 m                                                                                |
| ehemaliger Bahnhof | 152,337                   | Porta                                                                                      | 1503 m                                                                                |
| Brücke über Wasserlauf | 152,750                   | Carol (Viaduc de Porta; 77 m)                                                              | Carol (Viaduc de Porta; 77 m)                                                         |
| Brücke über Wasserlauf | 153,168                   | Carol (Viaduc Feuillatière; 51 m)                                                          | Carol (Viaduc Feuillatière; 51 m)                                                     |
| Brücke über Wasserlauf | 155,299                   | Carol (Viaduc de Carol; 158 m)                                                             | Carol (Viaduc de Carol; 158 m)                                                        |
| Brücke über Wasserlauf | 162,156                   | Carol (Viaduc Tour-de-Carol; 42 m)                                                         | Carol (Viaduc Tour-de-Carol; 42 m)                                                    |
| Kopfbahnhof Streckenanfang · Kopfbahnhof Strecke ab hier außer Betrieb · U-Bahn-Kopfbahnhof Streckenanfang | 163,038                   | Latour-de-Carol - Enveitg                                                                  | 1231 m                                                                                |
| |                           |                                                                                            |                                                                                       |
| Strecke · U-Bahn-Strecke |                           | Ligne de Cerdagne nach Villefranche- Vernet-les-Bains (Meterspur, Stromschiene 850 V)      | Ligne de Cerdagne nach Villefranche- Vernet-les-Bains (Meterspur, Stromschiene 850 V) |
| |                           |                                                                                            |                                                                                       |
| Grenze | 164,708 50,821            | Grenze Frankreich-Spanien                                                                  | Grenze Frankreich-Spanien                                                             |
| |                           | Normalspurgleis an der Kreuzung unterbrochen                                               |                                                                                       |
| |                           |                                                                                            |                                                                                       |
| Dienststation / Betriebs- oder Güterbahnhof · Bahnhof | 48,664                    | Puigcerdà — zur Innenstadt                                                                 | 1146 m                                                                                |
| |                           |                                                                                            |                                                                                       |
| |                           |                                                                                            |                                                                                       |
| |                           | Bahnstrecke Barcelona–Latour-de-Carol - Enveitg nach Barcelona (Iberische Spur unter 3 kV) |                                                                                       |
| |                           |                                                                                            |                                                                                       |

Die Bahnstrecke Portet-Saint-Simon–Puigcerdà  ist eine normalspurige Eisenbahnstrecke von Portet-sur-Garonne in der französischen Region Okzitanien nach Puigcerdà in der spanischen Region Katalonien. Der grenzüberschreitende Endabschnitt ab dem französischen Bahnhof Latour-de-Carol - Enveitg ist kurz vor dem Bahnhof Puigcerdà unterbrochen, das dort kreuzende und sonst parallel dazu liegende Breitspurgleis der Bahnstrecke Barcelona–Latour-de-Carol - Enveitg ist nach wie vor in Betrieb.
Mit einer maximalen Steigung von 40 ‰ gehört die Strecke zu den steilsten im Adhäsionsbetrieb betriebenen regelspurigen Hauptbahnen.

## Geschichte und Beschreibung
Am 19. Oktober 1861 ging der erste Abschnitt der Strecke vom südlich von Toulouse gelegenen Portet nach Pamiers als Zweig der zeitgleich gebauten Strecke Toulouse–Montréjeau in Betrieb. Erbauer und Betreiber war die Compagnie des chemins de fer du Midi et du Canal latéral à la Garonne (Midi). Am 7. April 1862 wurde die Bahn bis Foix verlängert. Der folgende Abschnitt bis Tarascon-sur-Ariège wurde am 20. August 1877 eröffnet, jener von dort in den Kurort Ax-les-Thermes am 22. April 1888.

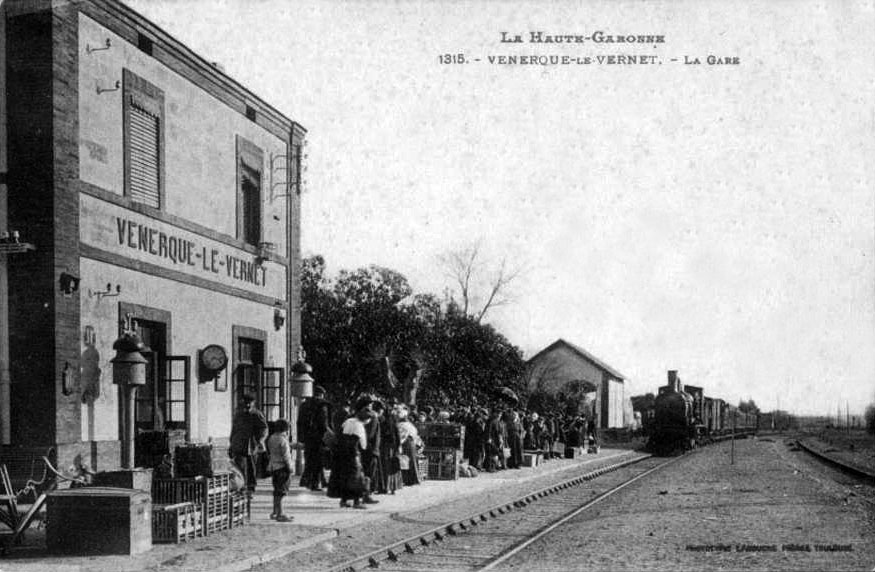
Bahnhof Venerque - Vernet (um 1900)
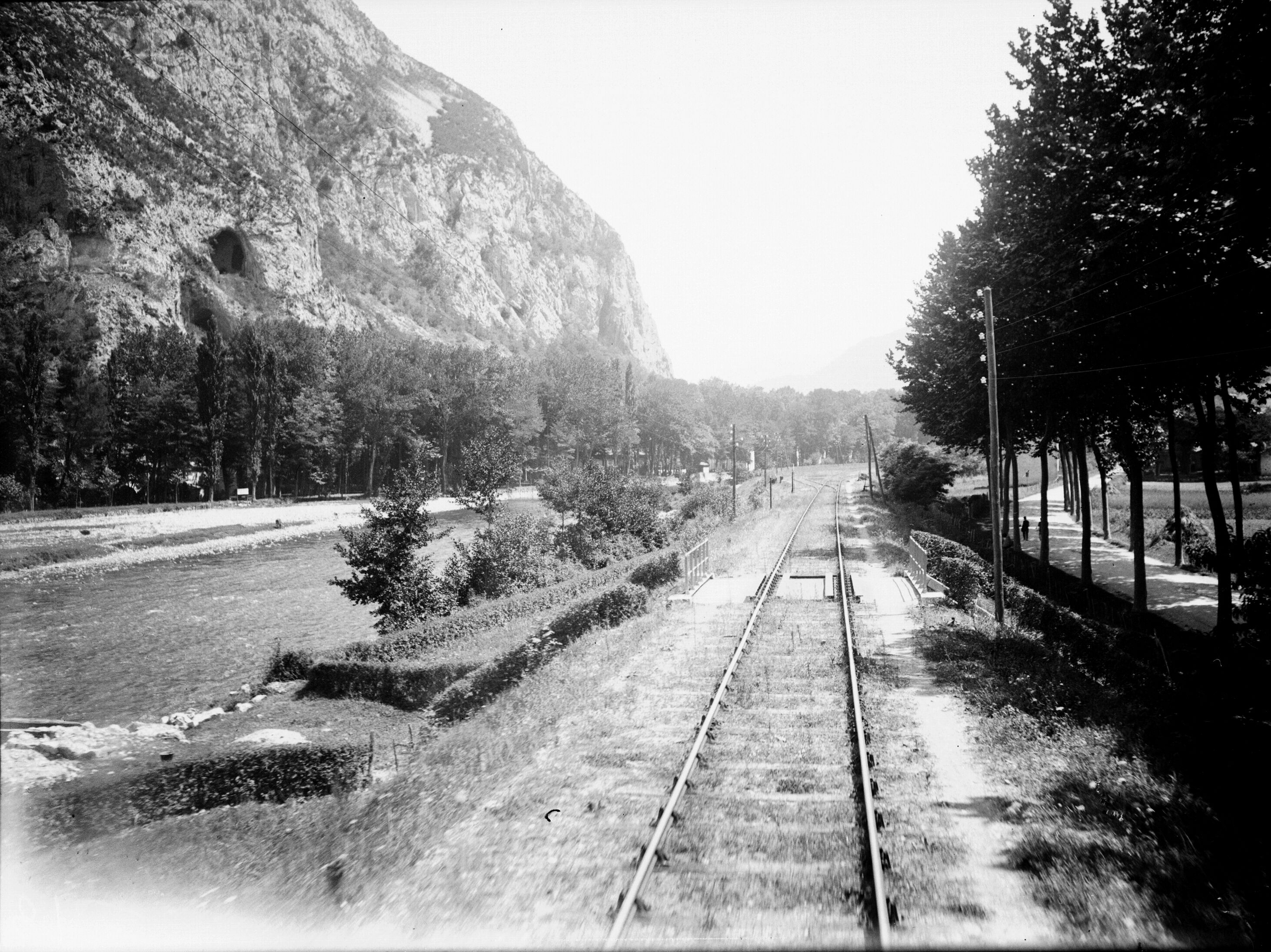
Strecke bei Ussat-les-Bains, im Hintergrund der Bahnhof (1906)
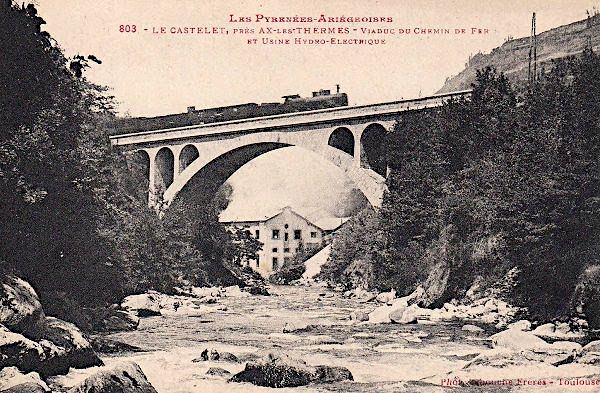
Pont du Castelet
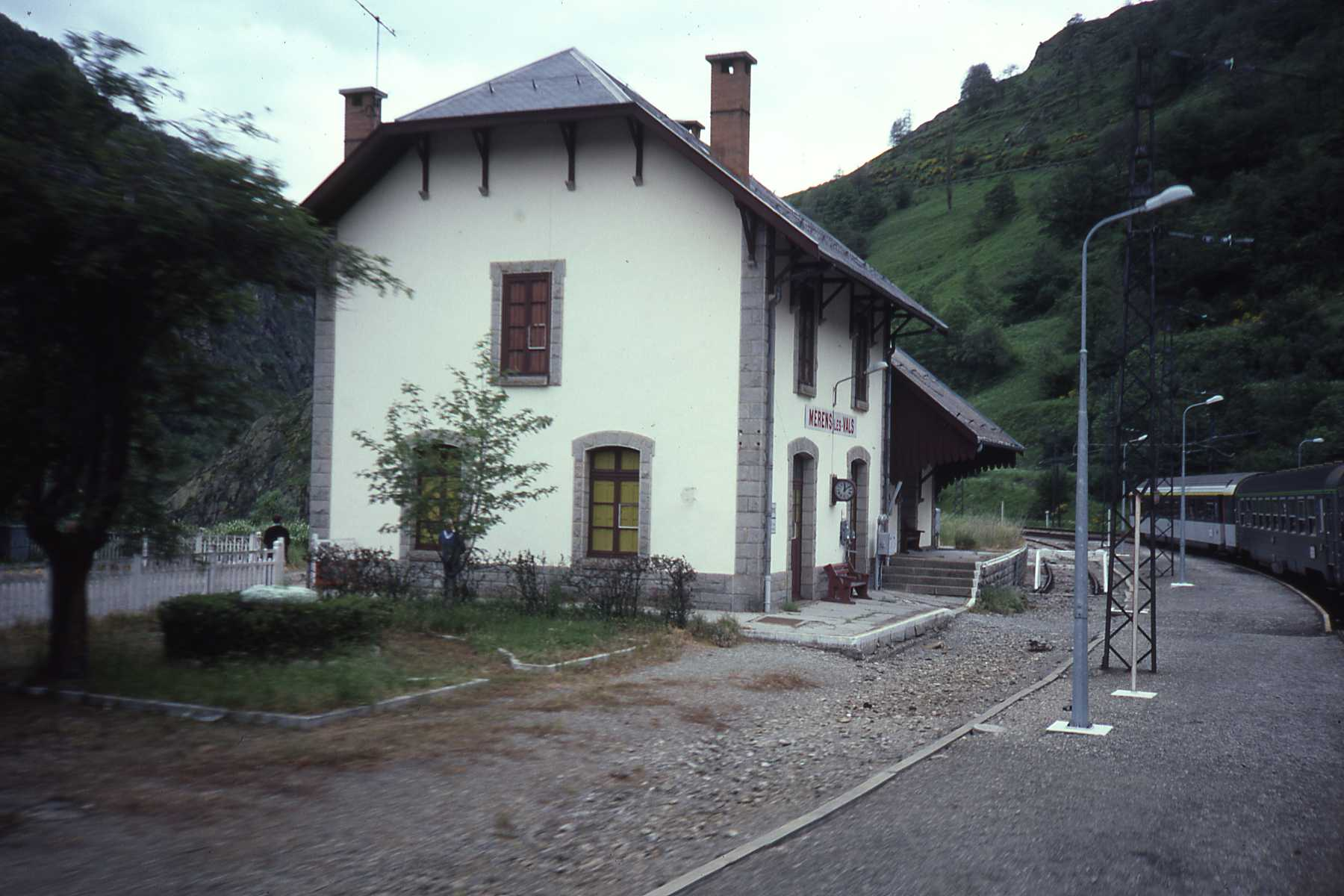
Bahnhof Mérens-les-Vals (1981)

1865 wurde eine französisch-spanische Kommission ins Leben gerufen, die mögliche Eisenbahnverbindungen zwischen Frankreich und Spanien erarbeiten sollte. Von den zwölf untersuchten Varianten gehörte die Verbindung von Ax-les-Thermes über den Col de Puymorens nach Ripoll zu den drei später realisierten Strecken. Ein entsprechendes Abkommen wurde zwischen den beiden Ländern am 18. August 1904 geschlossen und 1907 von französischer Seite gesetzlich festgeschrieben. Dennoch dauerte es noch mehr als zwei Jahrzehnte, bis die Bahnverbindung vollendet war. Erst am 22. Juli 1929 wurde die Strecke zwischen Ax und Latour-de-Carol in Betrieb genommen und mit dem ein Jahr vorher fertiggestellten Endabschnitt von dort nach Puigcerdà verbunden. Damit konnte das seit dem Mittelalter betriebene Bergwerk Puymorens an das Bahnnetz angeschlossen werden; das dort geförderte Eisenerz wurde mit einer Materialseilbahn zum Bahnhof L’Hospitalet befördert und dort auf Güterwagen umgeladen.
Da die spanische Spurweite mit 1668 mm von der französischen Regelspur abweicht, konnten aber keine durchgehenden Gleise verlegt werden. Das von der Midi verlegte französische Gleis endet daher im spanischen Grenzbahnhof Puigcerdà, das spanische Breitspurgleis im französischen Grenzbahnhof Latour-de-Carol - Enveitg. Zwischen diesen beiden Bahnhöfen wurden parallel zueinander Gleise beider Spurweiten verlegt. Zur Abfertigung von grenzüberschreitenden Fahrgästen und dem Umladen von Gütern wurden in den Grenzbahnhöfen entsprechende Anlagen errichtet.

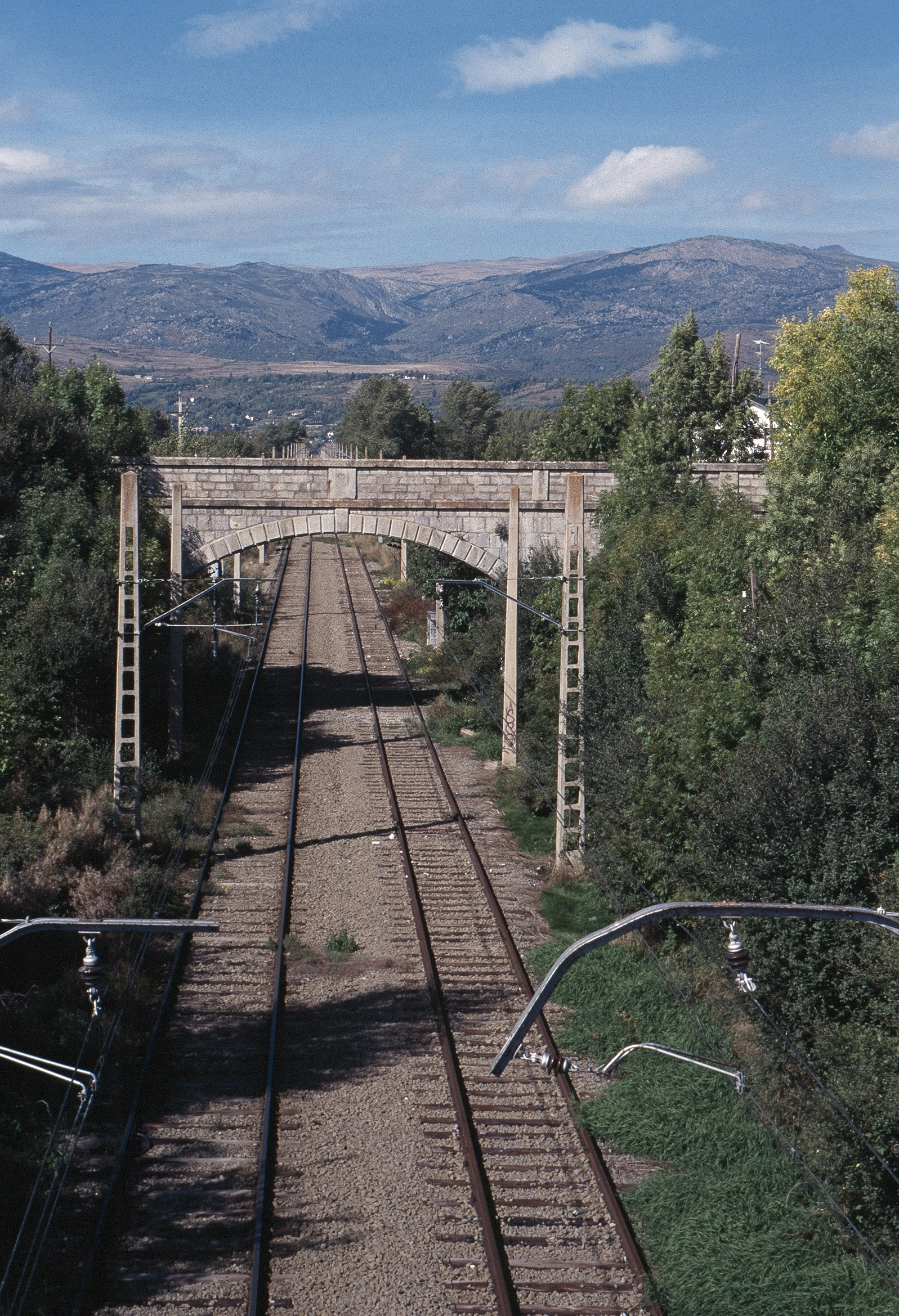
Gleise beider Spurweiten zwischen Latour-de-Carol - Enveitg und Puigcerdà (1998)
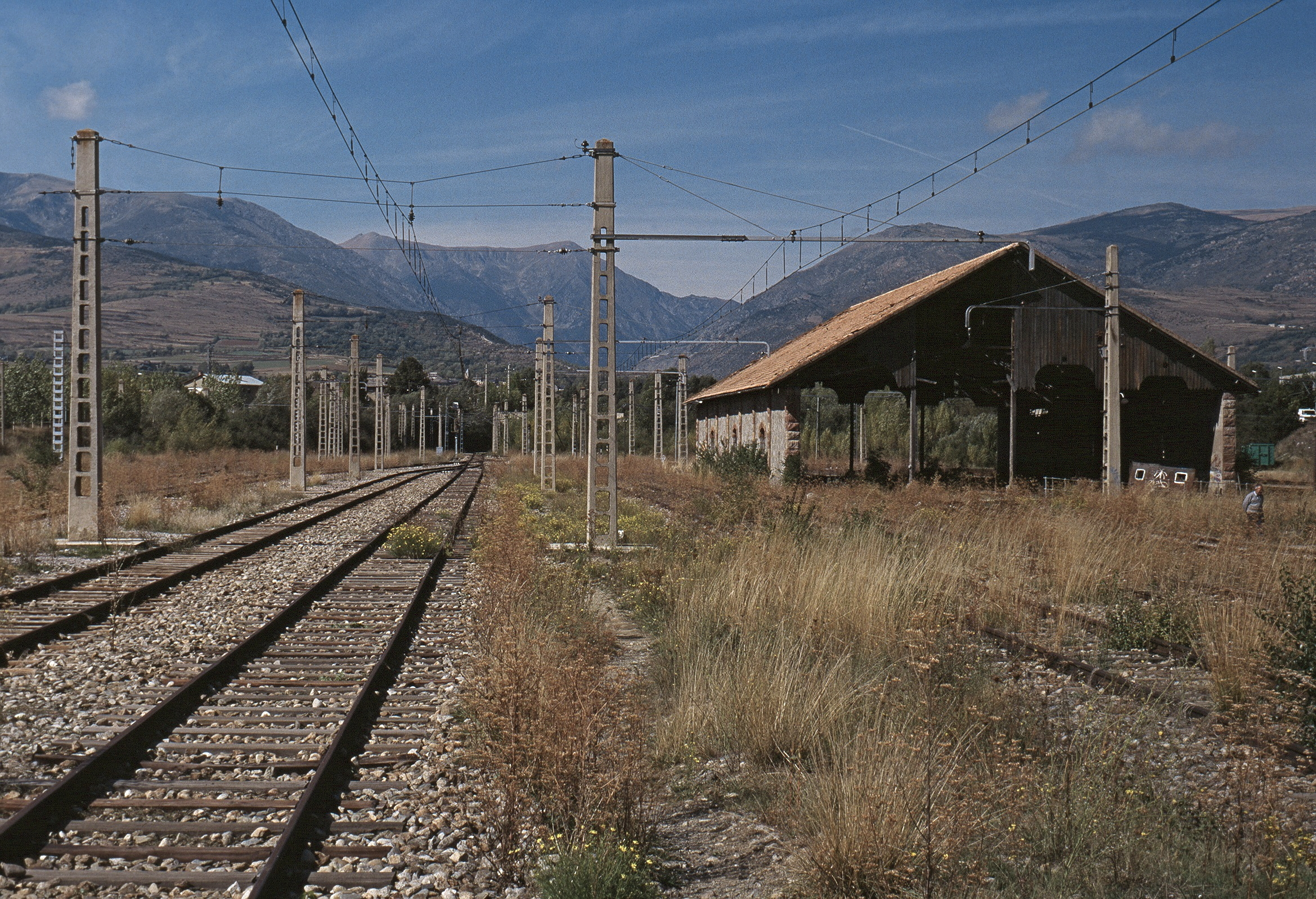
Ehemalige Umladehalle Breitspur / Regelspur im Bahnhof Puigcerdà (1998)

1927 wurde die Strecke bis Ax mit einer Oberleitung und einer Gleichspannung von 1500 V elektrifiziert. Der folgende, zwei Jahre später eröffnete Abschnitt wurde aufgrund seiner steilen Rampen von Anfang an elektrisch betrieben.

## Infrastruktur
Die Strecke weist zahlreiche Brücken und – ab Kilometer 89 – mehrere Tunnel auf. Längster Tunnel ist der Tunnel du Puymorens mit 5414 m, mit 160 m  Länge ist der Viaduc de Pinsaguel über die Garonne die längste Brücke. Bemerkenswert ist der 1650 m lange Tunnel de Saillens, der als Kehrtunnel ausgeführt ist.
In Pamiers zweigte eine regelspurige, nicht elektrifizierte Strecke nach Limoux ab, die 1898 eröffnet wurde. Deren Abschnitt zwischen Pamiers und Le Carlaret, dessen Gleis die deutschen Besatzer 1944 abgebaut hatten, wurde 1954 stillgelegt. Eine weitere, ebenfalls regelspurige Zweigstrecke führte von Foix nach Saint-Girons. Deren erster Abschnitt von Foix nach La Bastide-de-Sérou ging 1902 in Betrieb; 1955 fuhr dort der letzte reguläre Zug, zwei Jahre später wurde sie offiziell geschlossen.
Sieben Unterwerke versorgen die Triebfahrzeuge mit einer Gleichspannung von 1500 V.

## Verkehr
In der zweiten Hälfte der 1960er Jahre kamen in Regionalverkehr Elektrotriebwagen der Baureihe Z 4100 mit Beiwagen auf die Strecke. Diese ab 1925 gebauten Fahrzeuge hatte man aus dem Großraum Paris nach Toulouse umbeheimatet. Bis 1984 wurden sie von moderneren zweiteiligen Triebwagen der Baureihe Z 7300 abgelöst. Daneben verkehrten von Elektrolokomotiven gezogene bzw. geschobene Züge des Typs Rame réversible régionale (RRR). In den 2000er Jahren wurden sie durch neue Triebwagengarnituren ersetzt. Heute verkehren auf der Strecke elektrische Triebzüge der Zweisystem-Baureihe Z 27500; seit 2017 kommen zum Teil auch Triebzüge des Typs Alstom Coradia Polyvalent zum Einsatz.
Neben den Regional-Express-Zügen des Transport express régional (TER) zwischen Toulouse und Latour-de-Carol verkehrt auf der Strecke ein tägliches Intercités-Nachtreisezugpaar der Relation Paris-Latour-de-Carol. Im Bahnhof Latour-de-Carol besteht die Umsteigemöglichkeit zu schmalspurigen Zügen des Train jaune in Richtung Villefranche-de-Conflent und zu breitspurigen Zügen der RENFE-S-Bahn in Richtung Barcelona.

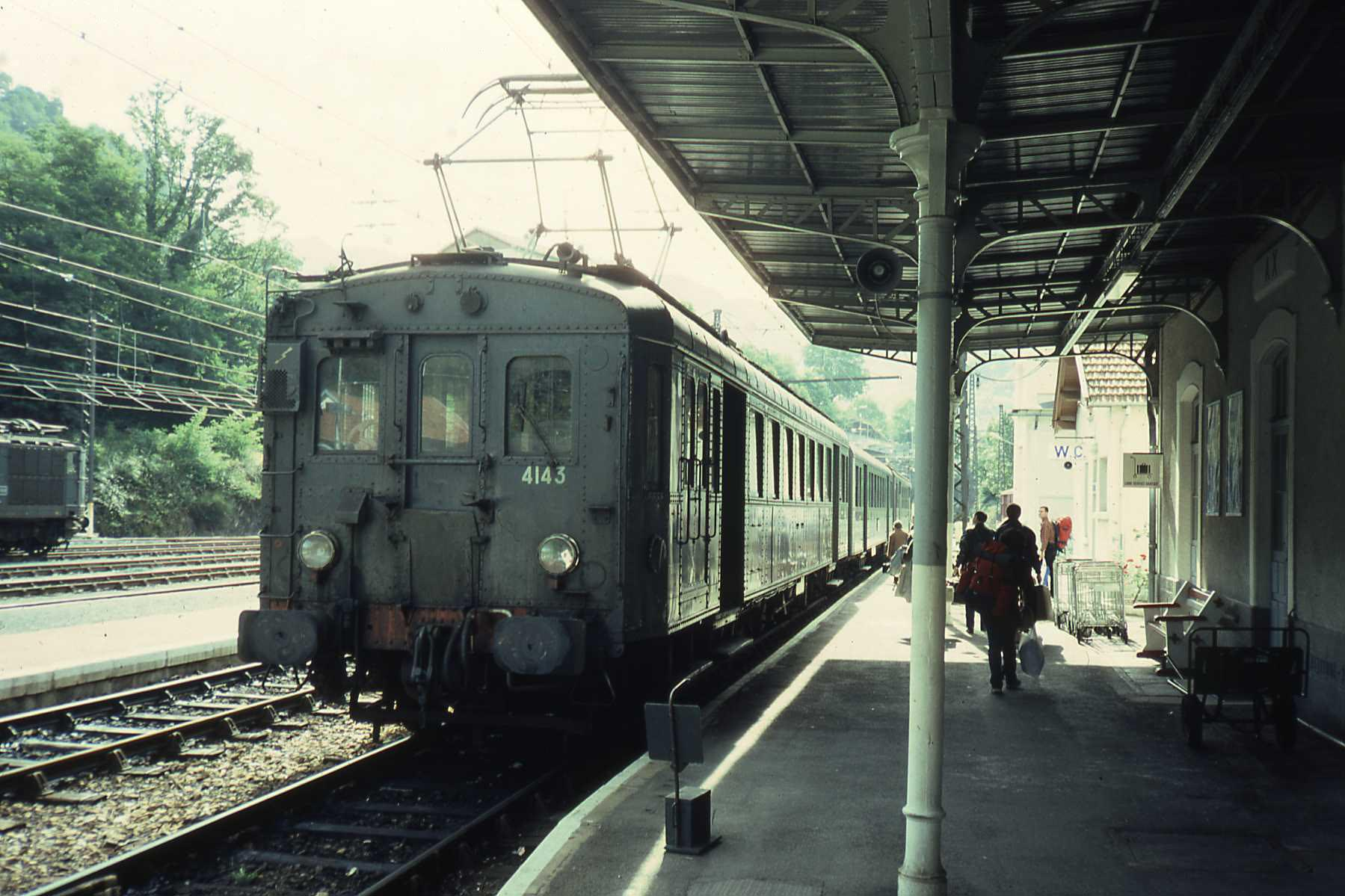
Triebwagen der Baureihe Z 4100 im Bahnhof Ax-les-Thermes (1981)
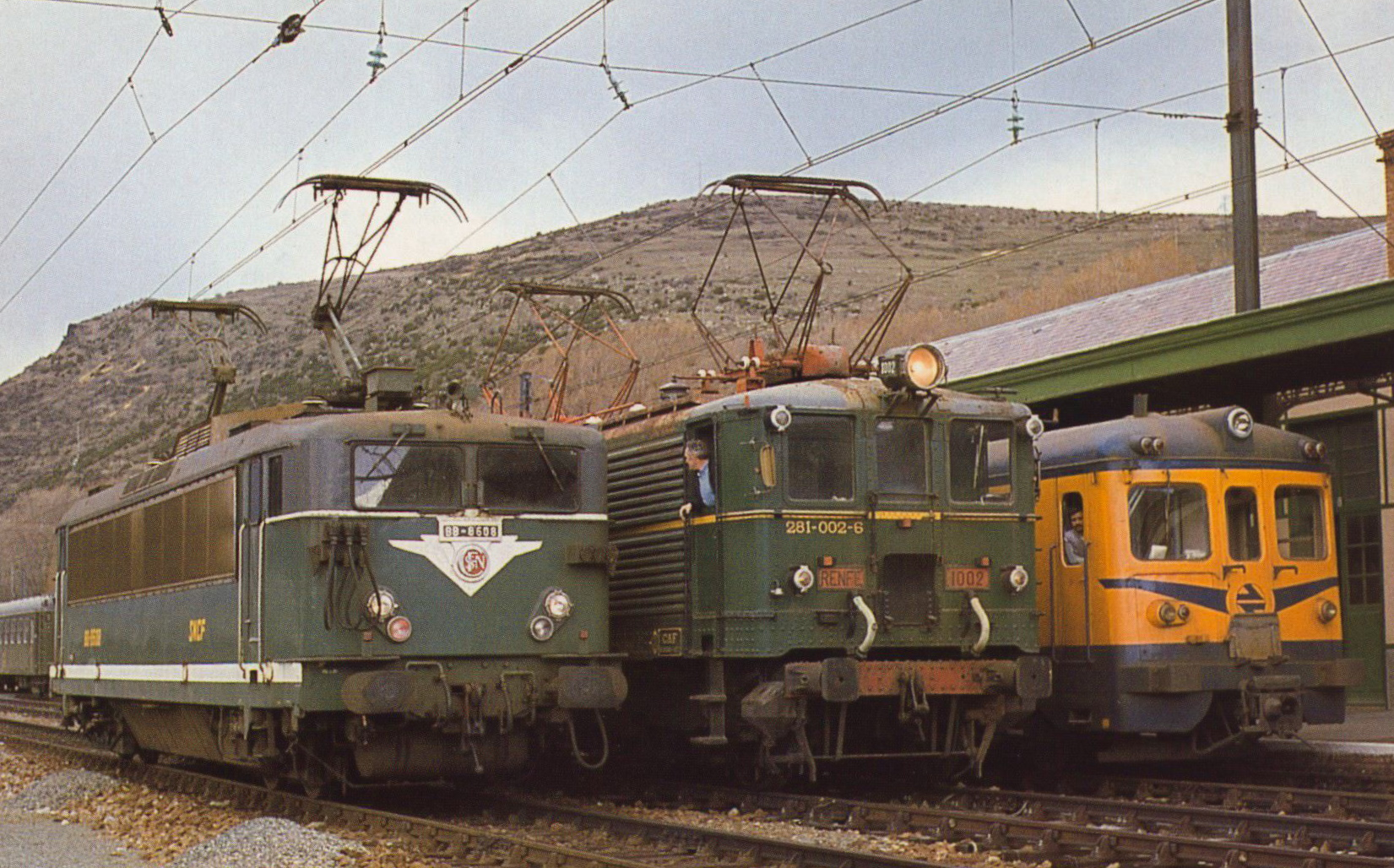
Französische BB 8500 neben spanischer Baureihe 1000 und RENFE-Triebwagen Baureihe 438 in Latour-de-Carol - Enveitg (1985)
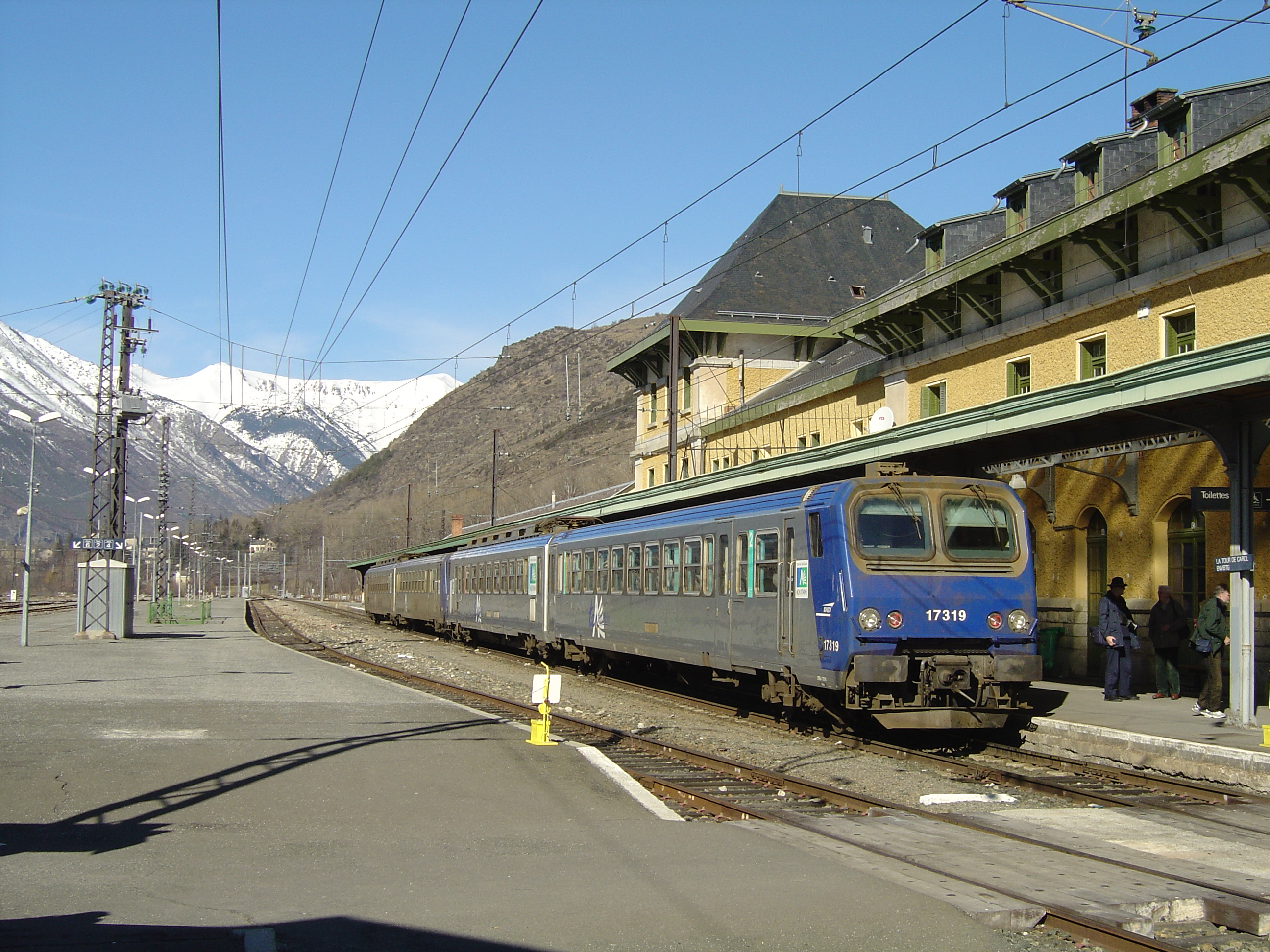
Zwei Z 7300 in Latour-de-Carol (2004)
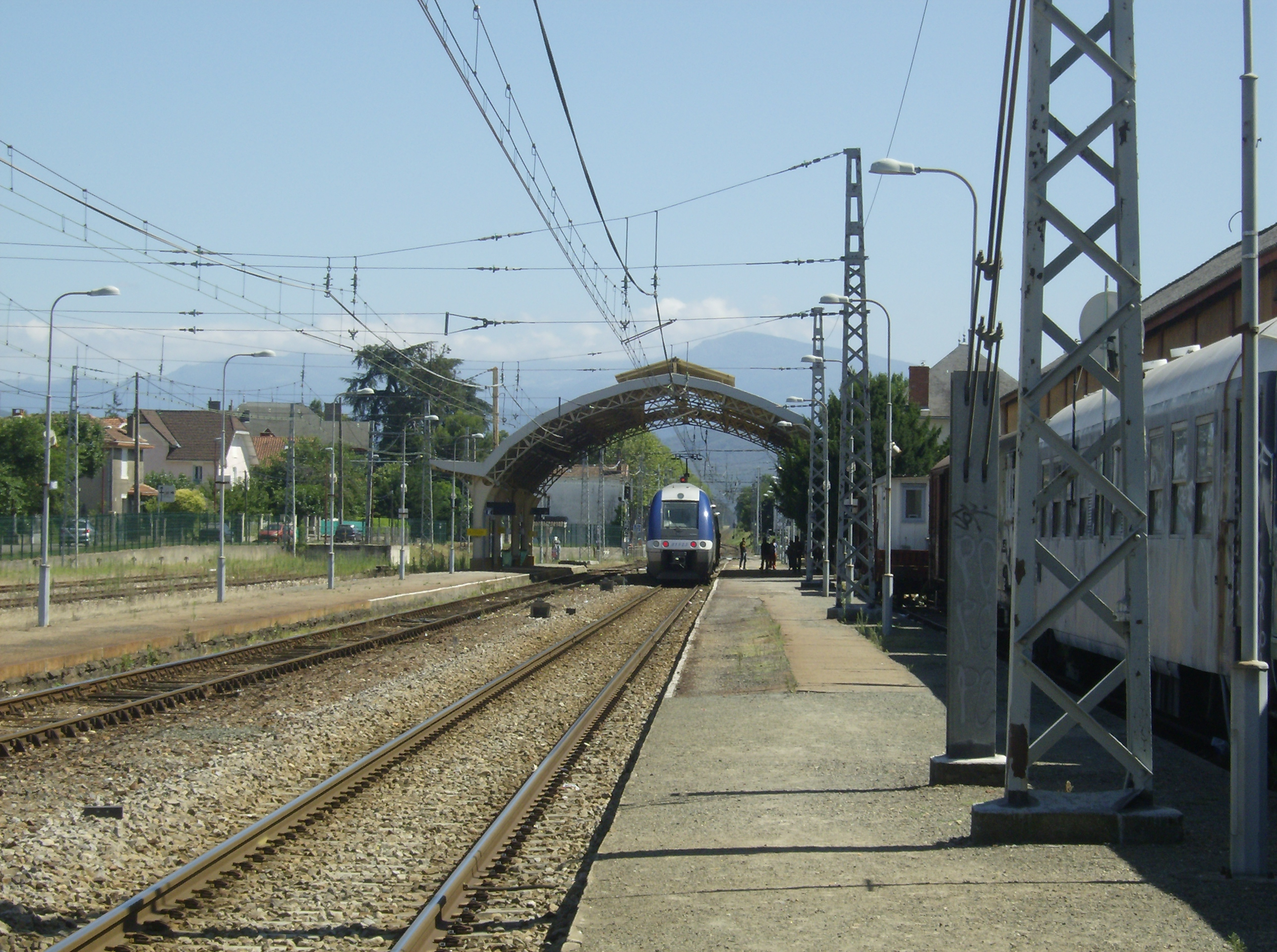
Triebzug der Baureihe Z 27500 im Bahnhof Pamiers (2009)
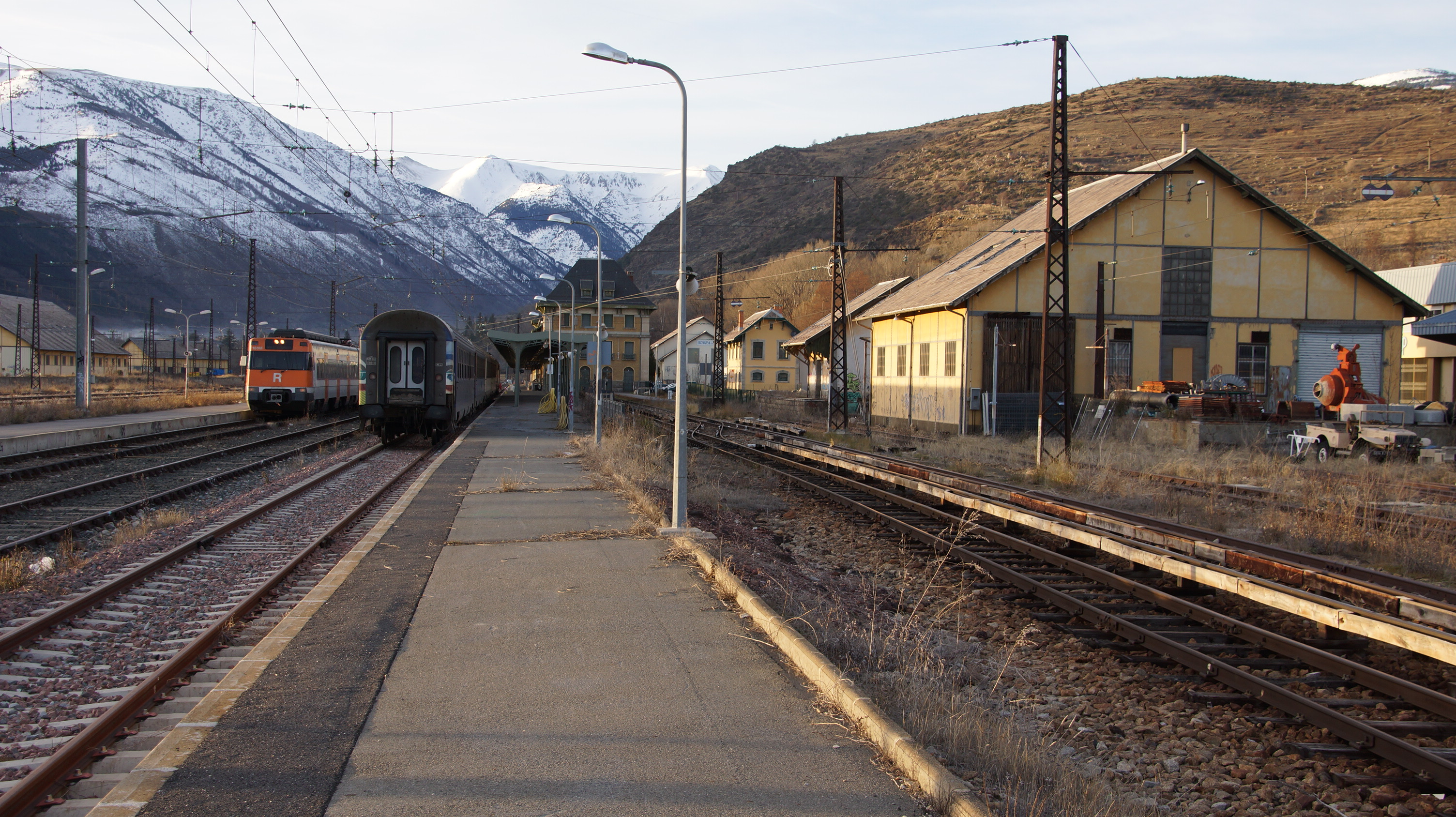
Bahnhof Latour-de-Carol - Enveitg mit spanischem (links) und französischem Zug, rechts Schmalspurgleise der Ligne de Cerdagne (2015)